# Соната для фортепіано № 2 (Бетховен)
Соната для фортепіано № 2 op. 2 № 2, ля мажор, Л. ван Бетховена — друга з циклу трьох сонат op. 2, присвячених Йозефу Гайдну. Написана в 1796 році і належить до раннього періоду творчості композитора. Друга частина сонати Largo appassionato згадується в повісті «Гранатовий браслет» О. Купріна як лейтмотив життя головного героя повісті Г. С. Желткова.
Складається з чотирьох частин:
1. Allegro vivace (A-dur)
2. Largo appassionato (D-dur)
3. Scherzo. Allegretto (f-moll)
4. Rondo. Grazioso (A-dur)

|  |  |
|  |  |